# Дом Грибушина (Кунгур)
Дом Грибушина в городе Кунгуре на улице Карла Маркса, 16 — архитектурный памятник, охраняемый государством, расположенный в центре города.
Построен в 1867 по проекту архитектора Р. И. Карвовского. Здание двухэтажное. Фундамент здания — бутовый камень на известковом растворе. Из этого же материала сложен и цокольный этаж, облицованный снаружи кирпичом. 
Здание имеет неправильную Г-образную форму. Высота здания восемь метров, общая внутренняя площадь помещений — 732 квадратных метра. 
Особняк был построен в духе позднего русского классицизма. Богатый лепной декор в стиле модерн украсил фасады здания лишь в начале 20-го века. В 1949 г. в бывшем особняке Грибушина был открыт родильный дом. На сегодняшний день здание занимает дом культуры.
В 2022 году на реставрацию особняка было выделено 28 миллионов рублей из краевого бюджета.